# 곽재민
곽재민(1991년 10월 23일 ~ )은 대한민국의 축구 선수이며, 포지션은 센터백이다.